# Lippia micromera
Espèce
Synonymes
- Lippia helleri Britton
- Lippia micromera var. helleri (Britton) Moldenke[3]

Lippia micromera est une espèce de plantes à fleurs de la famille des verveines (Verbenaceae) originaire des Caraïbes, d'Amérique Centrale et du nord de l'Amérique du Sud jusqu'aux Guyanes. Elle est souvent confondue avec une espèce proche : Lippia thymoides Mart..

## Description

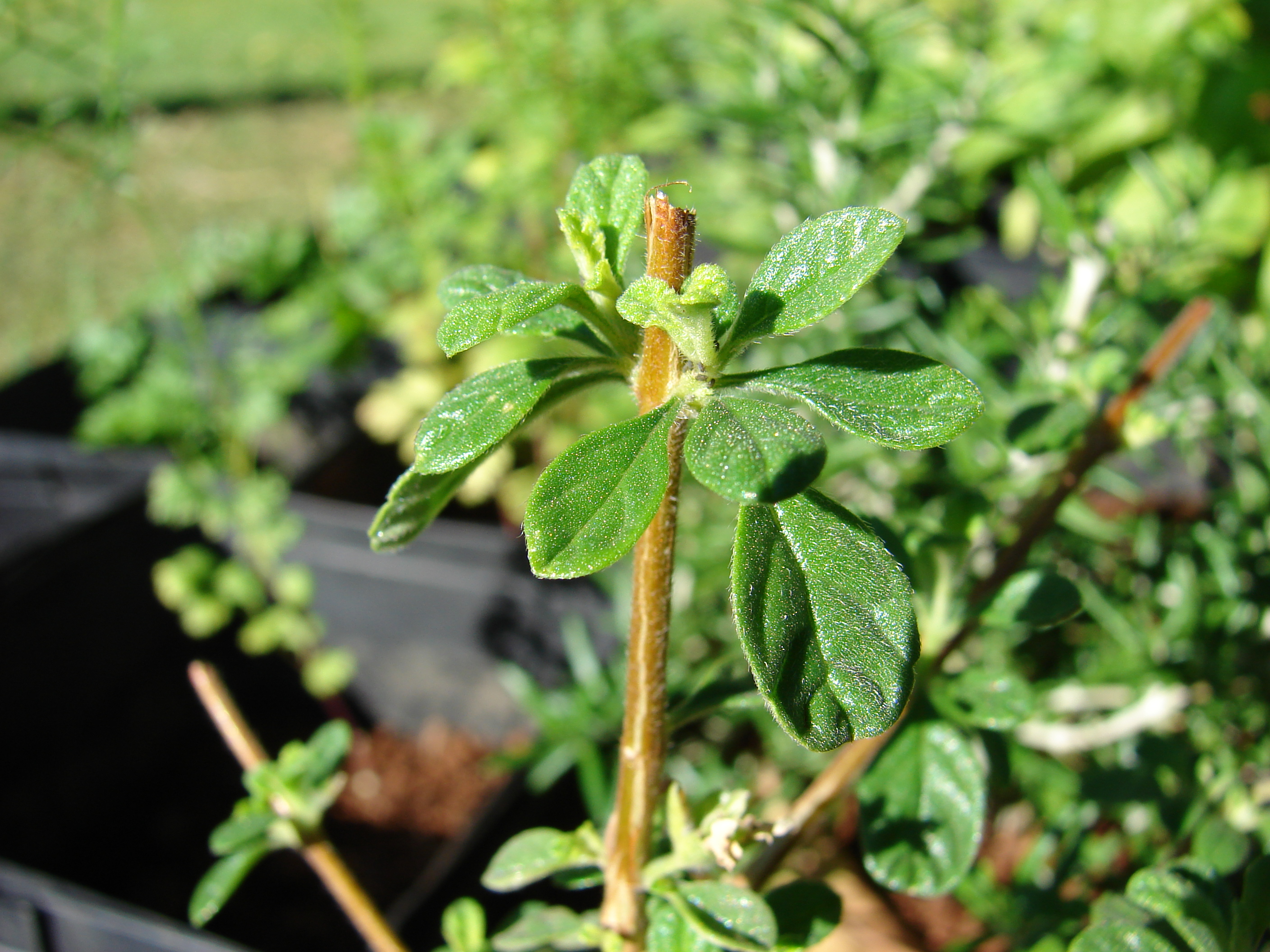
Détail des feuilles de Lippia micromera

C'est un arbrisseau touffu, pouvant atteindre 2,5 mètres. Les feuilles mesurent environ 6-12 millimètres de longueur et sont simples,opposées, spatulées, plus ou moins pileuses, à marge plus ou moins dentées et révolutées, et à nervures plus ou moins gaufrées. Les fleurs, portant une corolle blanche, sont groupées en glomérules à l'aisselle des feuilles du haut des tiges.

## Noms usuels
On le connaît sous les noms de Stick oregano (origan brindille), oregano Dominicano (thym d'Espagne), Jamaican oregano (origan de la Jamaïque), false thyme (faux thym) en anglais, orégano del pais (origan du pays) dans les pays hispanophones.

## Utilisations
Les petites feuilles parfumées de cette plante sont utilisées comme condiment, à la façon du Orégano.